# Souris (Ilha do Príncipe Eduardo)
Souris é uma cidade canadense localizada no Condado de Kings, na Ilha do Príncipe Eduardo. A população no censo de 2016 era de 1.053 pessoas.